# Spiraea hirsuta
Spiraea hirsuta är en rosväxtart som först beskrevs av William Botting Hemsley, och fick sitt nu gällande namn av Camillo Karl Schneider. Spiraea hirsuta ingår i släktet spireor, och familjen rosväxter. Utöver nominatformen finns också underarten S. h. rotundifolia.